# Mens Sana Basket 1871
Mens Sana Basket 1871, beter bekend door hun sponsor naam Montepaschi Siena, is een professionele basketbalclub uit Siena, Italië. Ze spelen in de tweede divisie van Italië de Lega Basket Serie B. Eigenaar van de club is de bank Monte dei Paschi di Siena.

## Geschiedenis
De club werd opgericht in 1934 als Mens Sana Basket en werd overgenomen door de bank Monte dei Paschi di Siena. Door het vele geld dat de bank in de club stopte, werd de club een sterk team waar rekening mee gehouden moest worden. Het eerst landskampioenschap van Italië werd gehaald in 2004.
In 2002 haalde de club de finale van de Saporta Cup. Deze wonnen ze van Pamesa Valencia uit Spanje met 81-71. Ook haalde ze zeven landskampioenschappen achter elkaar in 2004, 2007, 2008, 2009, 2010, 2011, 2012 en 2013. De Italiaanse beker wonnen ze in 2009, 2010, 2011, 2012 en 2013. De Italiaanse Supercup wonnen ze in 2004, 2007, 2008, 2009, 2010, 2011 en 2013.
Kort daarna werd Mens Sana Basket failliet verklaard te midden van een schuld van 5,4 miljoen euro en het vertrek van sponsor Montepaschi, ook al had het bedrijf een omzet van meer dan 400 miljoen euro. Verder is in 2012 een gerechtelijk onderzoek gestart na vermoedelijke zwartbetalingen en belastingontduiking door clubfunctionarissen voor meer dan 90 miljoen euro, inclusief voormalig president Ferdinando Minucci.
Op 25 oktober 2017, na een onderzoek voor boekhoudkundige en fiscale fraude, herriep de Italiaanse Basketball Federatie alle binnenlandse titels die door de club werden gewonnen in de seizoenen 2011/12 en 2012/13, namelijk twee Italiaanse titels, twee Italiaanse Cups en een Italiaanse Supercup.
In 2014 werd de club heropgericht onder de naam Mens Sana Siena 1871 en begon in de Serie B. In 2015 veranderde de naam in Mens Sana Basket 1871.

## Erelijst
- Landskampioen Italië: 6
  - Winnaar: 2004, 2007, 2008, 2009, 2010, 2011, 2012, 2013
  - Runner-up: 2014

- Bekerwinnaar Italië: 3
  - Winnaar: 2009, 2010, 2011, 2012, 2013
  - Runner-up: 2002, 2014

- Supercupwinnaar Italië: 6
  - Winnaar: 2004, 2007, 2008, 2009, 2010, 2011, 2013

- Saporta Cup: 1
  - Winnaar: 2002

## Bekende (oud)-spelers
- Alberto Ceccherini
- Daniel Hackett
- Mirsad Türkcan
- Joseph Forte
- Terrell McIntyre

## Bekende (oud)-coaches
- Tonino Zorzi
- Phil Melillo
- Ergin Ataman

## Sponsor namen
- 1965-1971 - Algor
- 1971-1978 - Sapori
- 1978-1981 - 3A Antonini
- 1981-1983 - Sapori
- 1983-1987 - Mister Day
- 1987-1990 - Conad
- 1990-1993 - Ticino Assicurazioni
- 1993-1994 - Olitalia
- 1994-1995 - Comerson
- 1995-1996 - Cx Orologi
- 1996-1998 - Fontanafredda Vini
- 1998-2000 - Ducato Gestioni
- 2000-2014 - MontePaschi
- 2014-2015 - Gecom
- 2015-2017 - Nessuno
- 2017-2018 - Soundreef
- 2018-2019 - On Sharing

## Vroegere tenue
| 2012-2014 | 2012-2014 |